# Table de prothèse
La table de prothèse est une table, ou autel secondaire, utilisée dans les Églises d'Orient — Églises orthodoxes et Églises catholiques de rite byzantin — pour préparer les Saints Dons destinés à la Divine Liturgie.

## Description

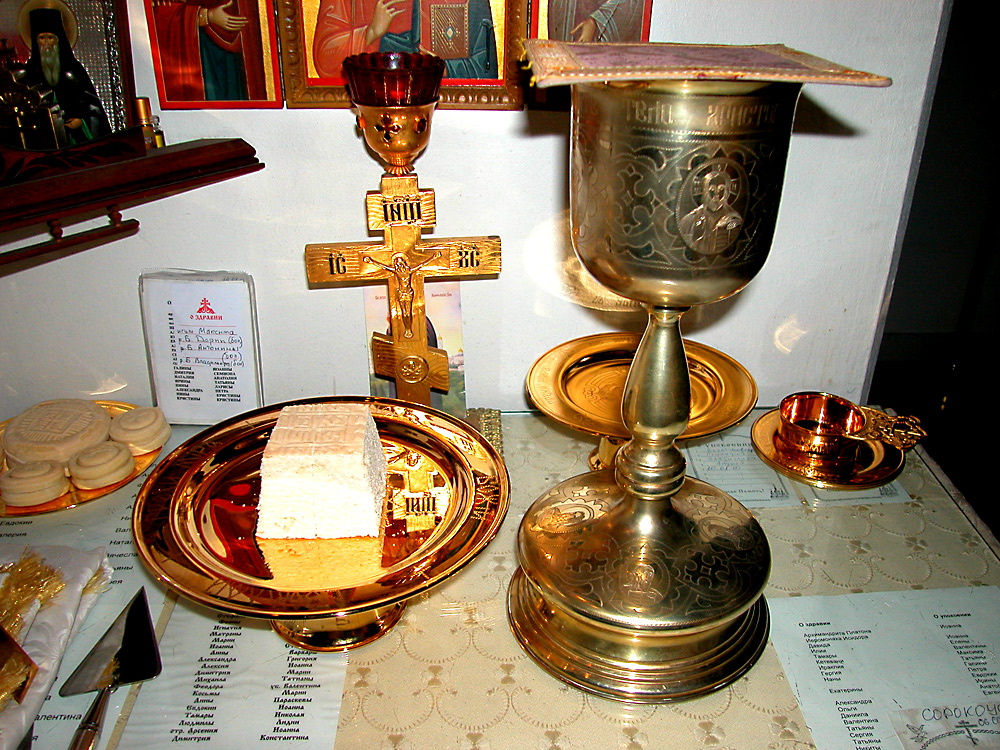
Table de prothèse disposée avec le diskos (patène) (à gauche), le calice (à droite) et les autres instruments du culte. L'Agneau est au centre du diskos. À l'extrême gauche, les prosphores dédiés à Theotokos, aux Saints, aux Vivants et aux Défunts.

La Liturgie de la Préparation des Saints Dons s'effectue sur la Table de prothèse. Cette liturgie a lieu à l'abri du regard des fidèles dans la chapelle de Proscomidie. Celle-ci se situe généralement dans le sanctuaire de l'église. Parfois, lorsque la disposition des lieux l'impose, la Chapelle de Proscomidie est située à l'entrée de l'église, à gauche des Portes royales.